# Carlo Sassi
Carlo Sassi (Milano, 1º ottobre 1929) è un giornalista italiano.

## Biografia
Da giovanissimo tentò la carriera da calciatore: nel 1946, dopo un provino non andato a buon fine con l'Inter firmò per l'Angerese, squadra che nella stagione 1947-1948 disputava il campionato di serie C. Successivamente, per motivi di studio e di lontananza geografica, rinunciò al contratto e si ritirò dal calcio professionistico. Militò ancora per quattro stagioni (l'ultima alla Gaviratese) tra i dilettanti, poi trovò un lavoro in banca, dove rimase per nove anni. In Rai dal 1960, lavorò fin dall'inizio a La Domenica Sportiva e grazie a lui venne resa popolare la innovazione tecnologica che cambiò radicalmente le discussioni sul calcio: la moviola, già presentata al pubblico nel 1965 da Enzo Tortora, allora conduttore della Domenica Sportiva. Attraverso la moviola le azioni salienti delle partite di cartello possono essere mostrate al rallentatore, analizzate e lungamente discusse.
La moviola di Sassi nacque il 22 ottobre 1967, per il gol fantasma di Gianni Rivera nel derby tra Inter e Milan. Nei primi anni Sassi si limitava soltanto a selezionare gli episodi, che in diretta venivano commentati da Bruno Pizzul, in seguito li analizzava di persona (negli anni ottanta curò all'interno della DS una rubrica intitolata Pronto moviola, in cui commentava gli episodi da moviola della giornata ascoltando il parere dei calciatori protagonisti in diretta telefonica). Sassi fu curatore della Domenica Sportiva e della moviola fino al 1991. Sempre alla Rai nel 1992 condusse assieme a Sandro Ciotti Quasi Gol e dal 1993 affiancò Fabio Fazio e Marino Bartoletti in Quelli che il calcio prima su Rai 3 e poi su Rai 2 fino al 2001. Originariamente tifoso dell'Inter, è divenuto un sostenitore della Cremonese per l'amicizia nutrita nei riguardi dello storico presidente grigiorosso Domenico Luzzara.